# 함박뫼로
함박뫼로(Hambangmoe-ro)는 인천광역시 연수구 청학동에서 남동구 논현동까지 이르는 인천광역시의 도로로, 총 연장은 4.65 km이다.

## 유래
도로의 명칭이 유래된 것은 함씨와 박씨가 많이 살던 함박마을이라는 마을 이름이자 함박산이라는 이름을 각각 인용하여 제명되었다.

## 역사
- 도로명 고시 이전 : 함박뫼길로 부여받음
- 2009년 7월 6일 : 도로명으로 함박뫼로를 고시

## 주요 경유지
- 연수구
  - 청학동 - 연수1동 - 연수3동 - 연수2동 - 동춘3동·선학동
- 남동구
  - 남촌동 - 논현2동[A]

## 접촉하는 도로
- 청능대로
- 용담로
- 벚꽃로
- 새말로
- 먼우금로
- 원인재로
- 경원대로
- 승기천로
- 남동서로
- 남동동로
- 호구포로

## 사진

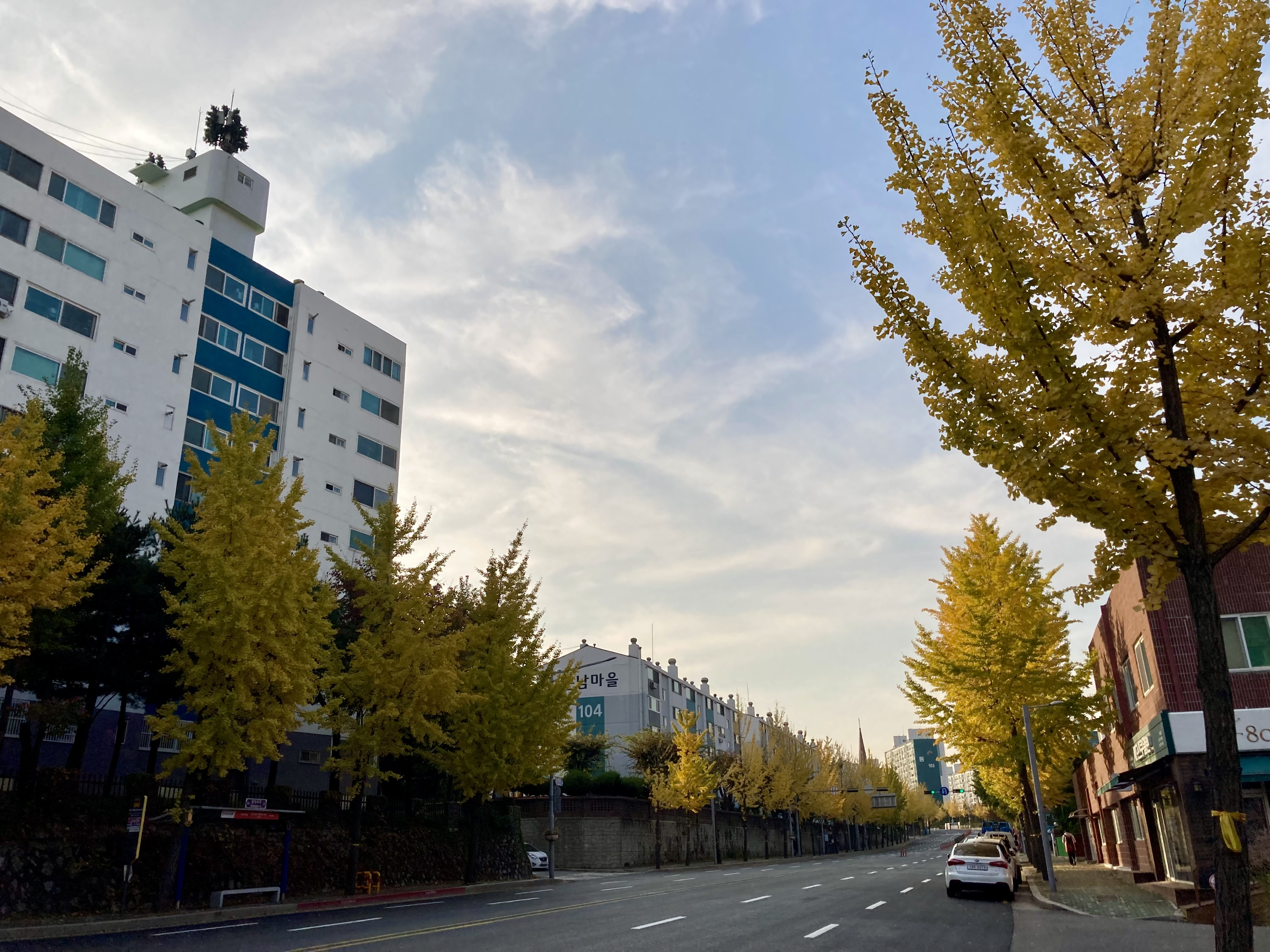
문남마을
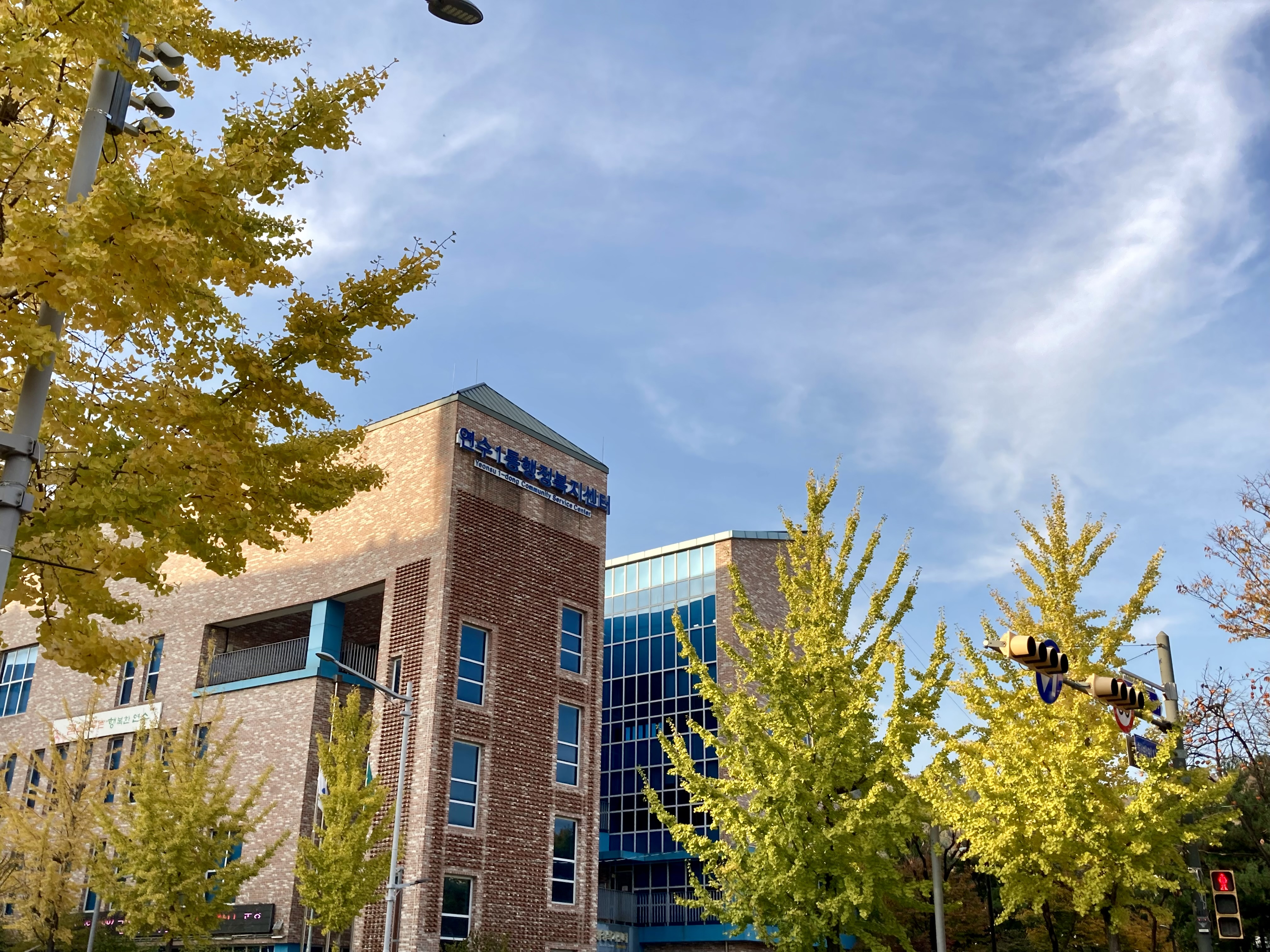
연수1동 행정복지센터
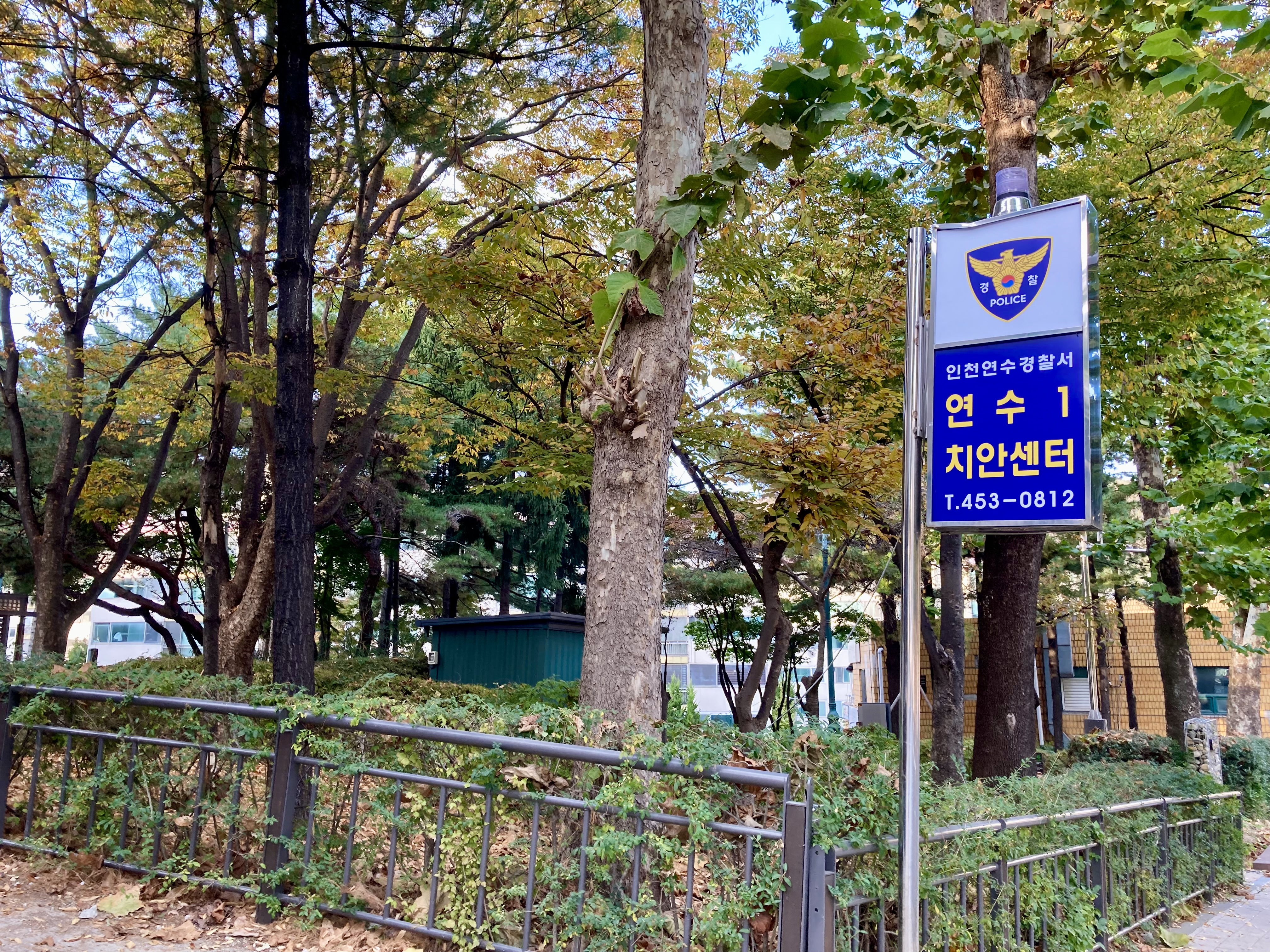
연수1치안센터
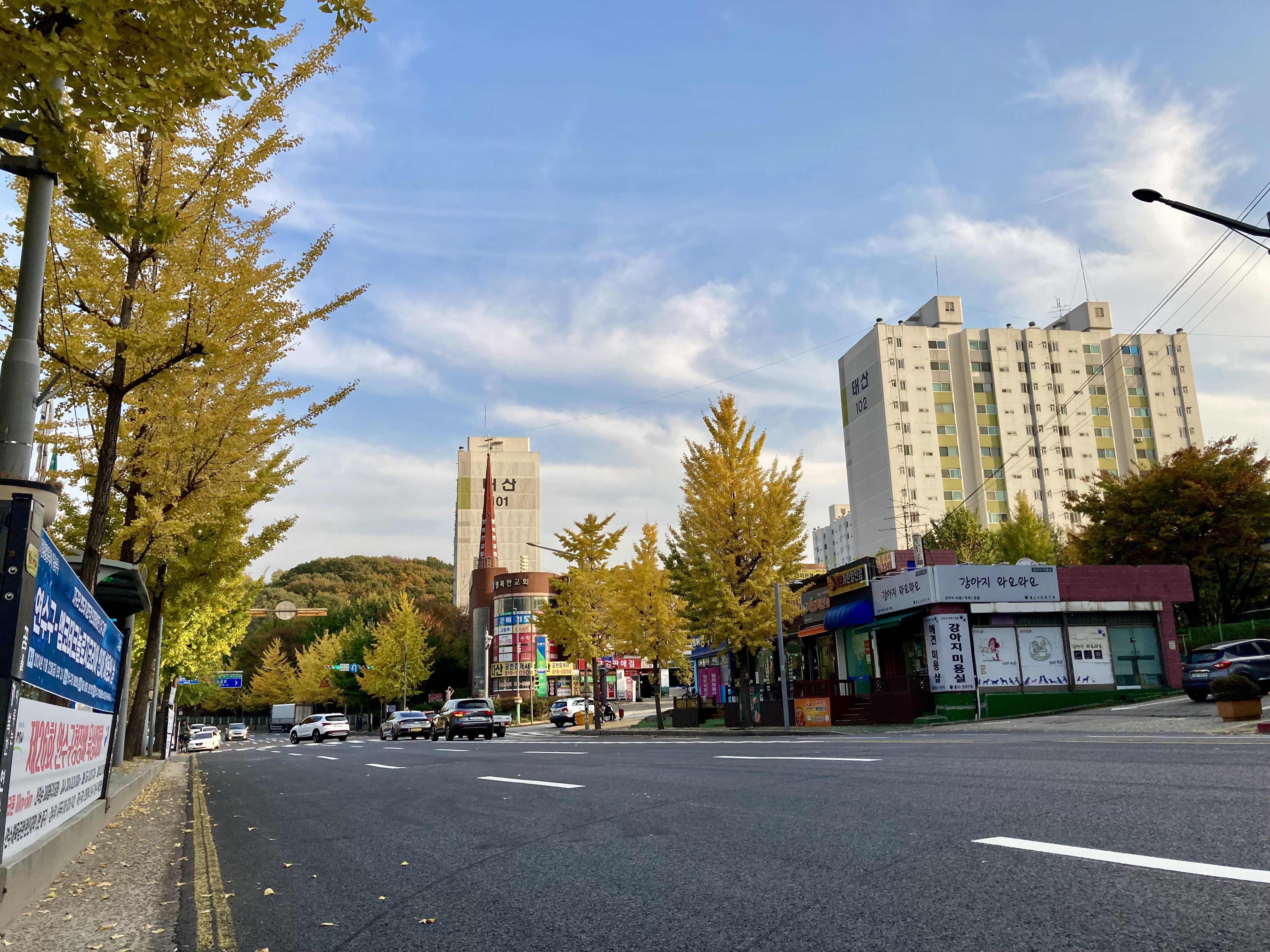
함박뫼사거리
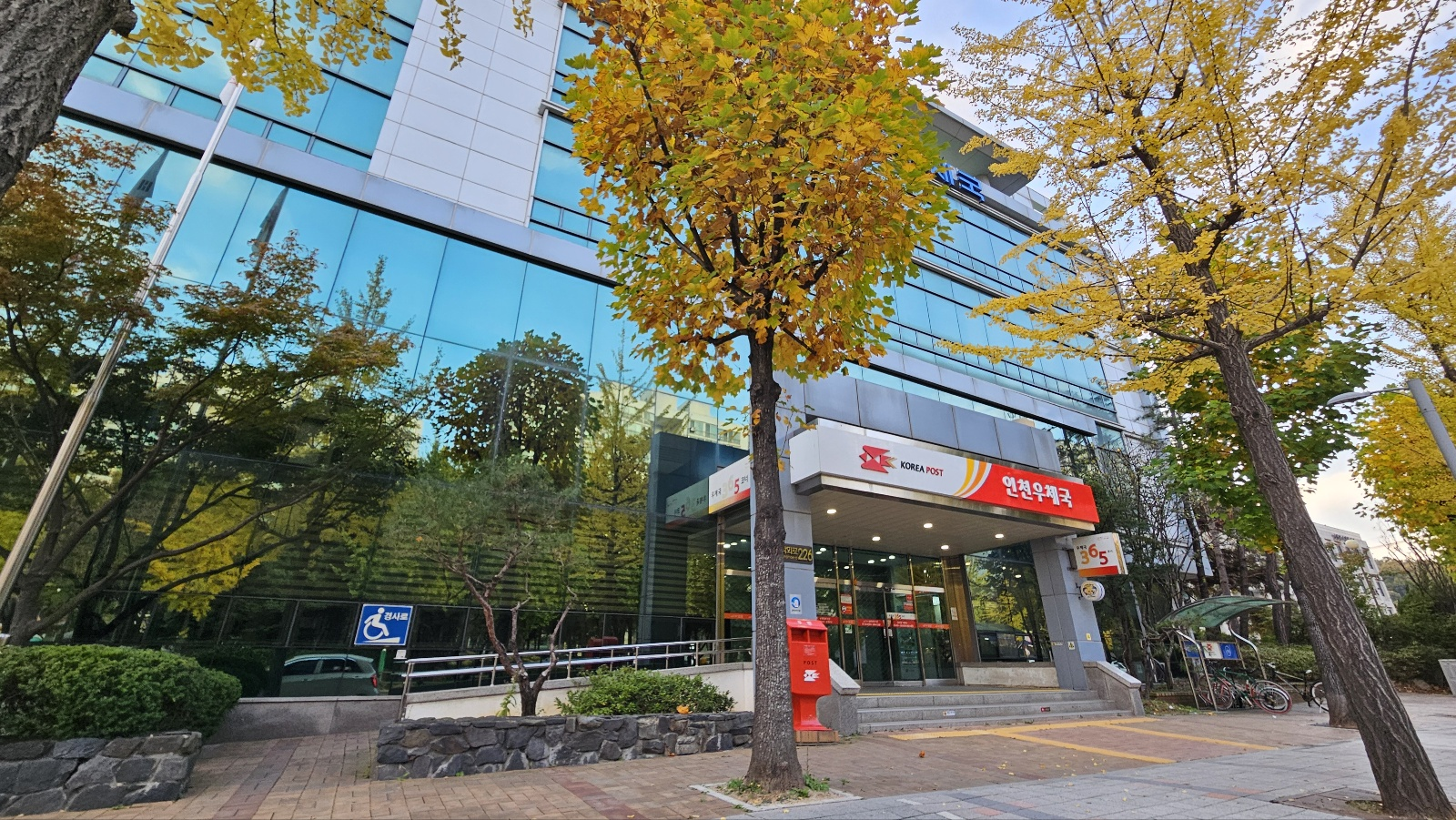
인천우체국
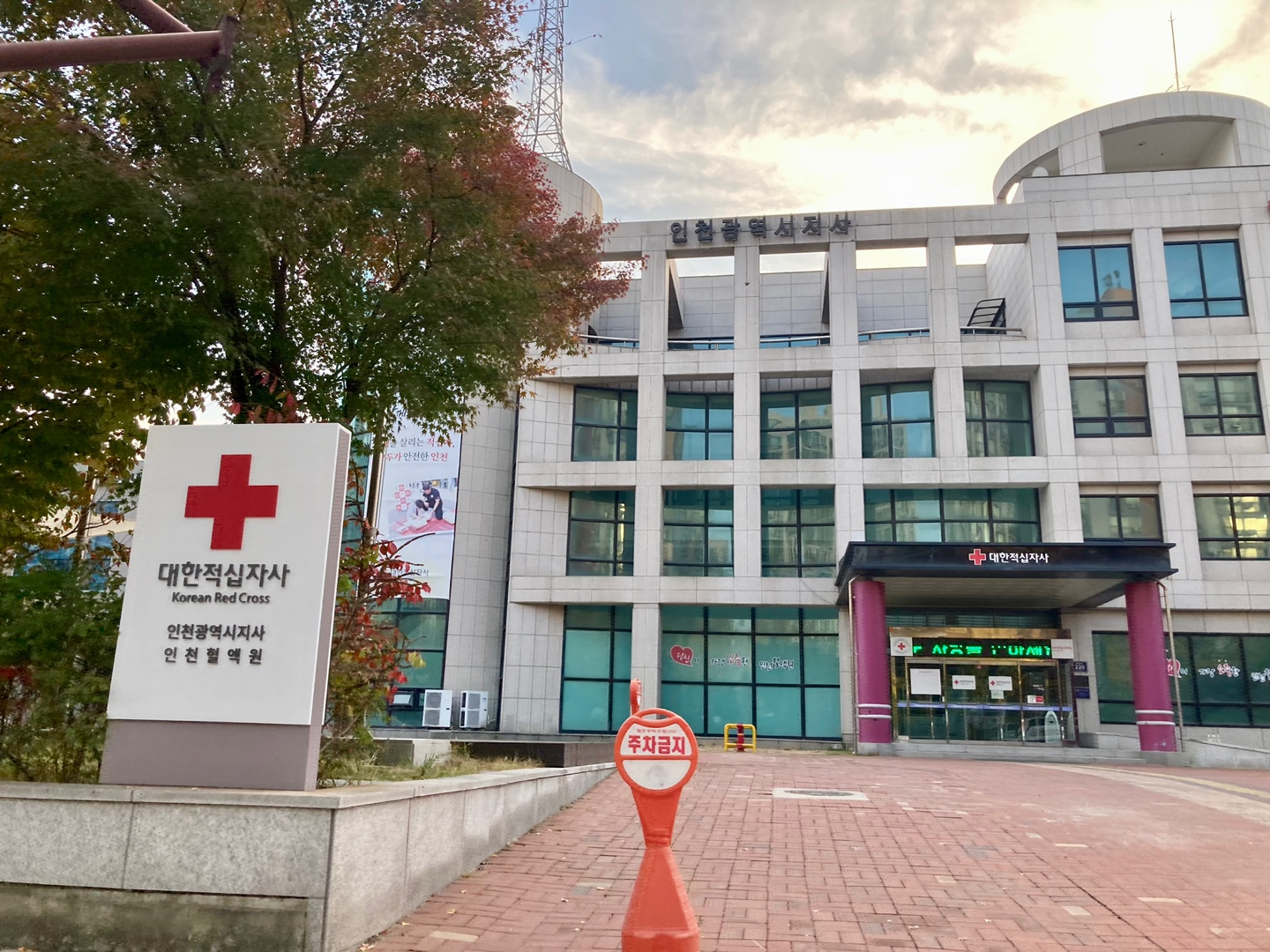
대한적십자사 인천지사
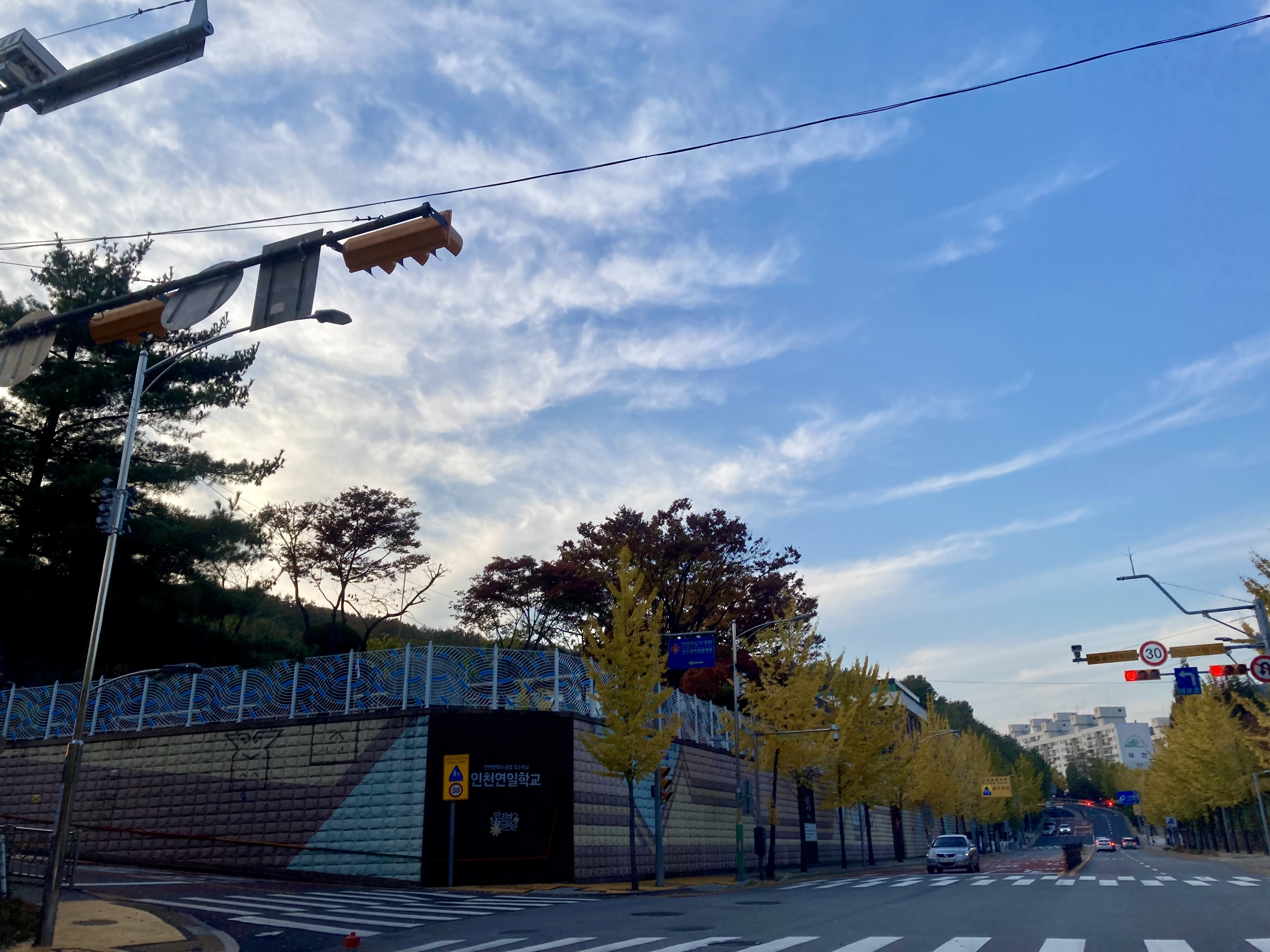
인천연일학교
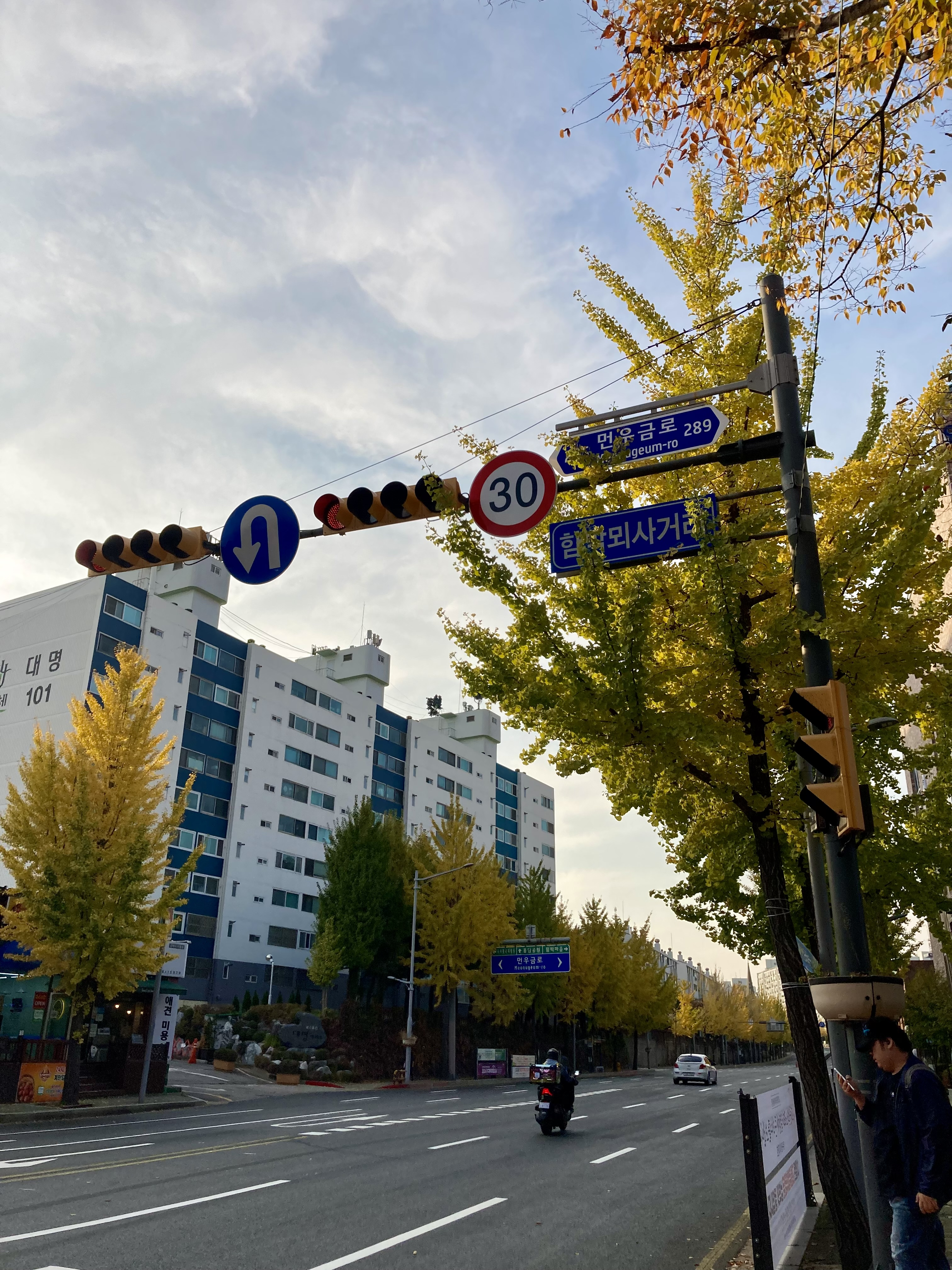
함박뫼로사거리
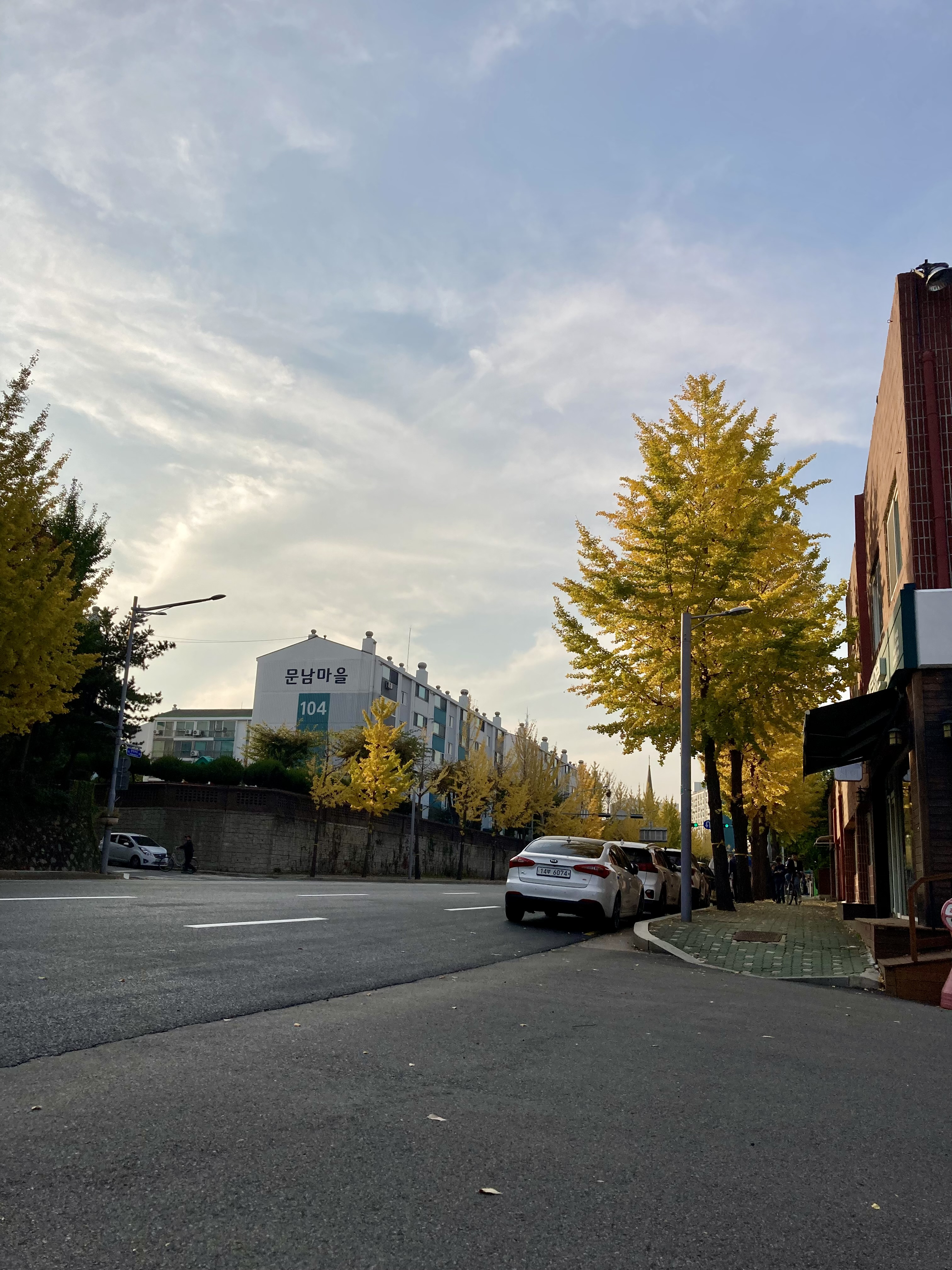
함박뫼로 문남마을측면 도로
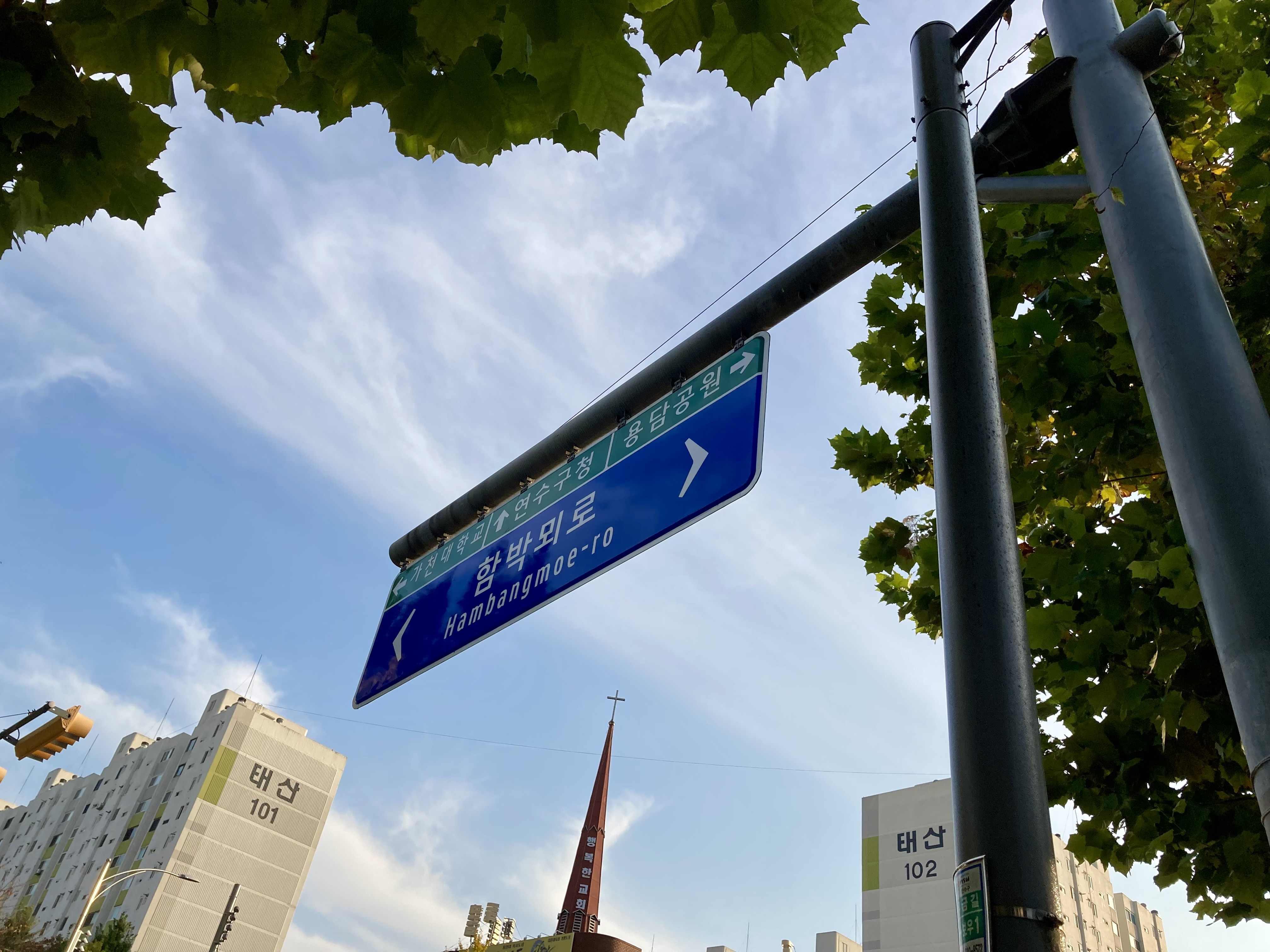
함박뫼사거리에 있는 표지판
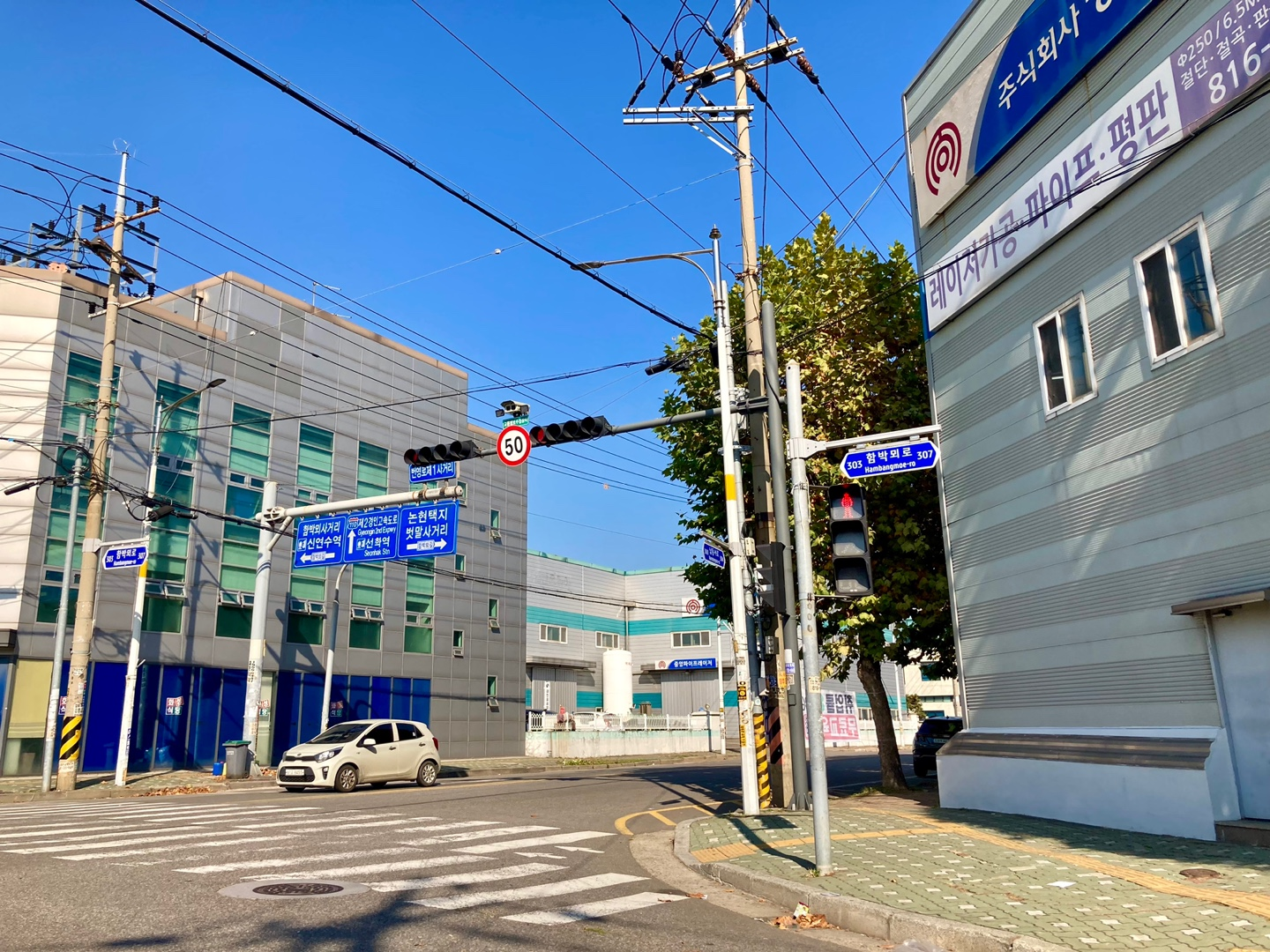
남동서로(남동구 남동산단)

## 주요 건물 및 시설
- 청학중학교 (함박뫼로 5/청학동 464)
- 이수빌딩 (함박뫼로 10/청학동 475)
- 연수지구대 (함박뫼로 11-8/청학동 465-3)
- 연수보건소 (함박뫼로 13/청학동 465-4)
- 인천청학초등학교 (함박뫼로 25/청학동 465)
- 인천함박초등학교 (함박뫼로 87/연수동 535)
- 문남마을아파트 (함박뫼로 100/연수동 540)
- 인천생활과학고등학교 (함박뫼로 103/연수동 535-1)
- 우주아파트 (함박뫼로 115/연수동 535-2)
- 인향아파트 (함박뫼로 123/연수동 535-2)
- 연수1동행정복지센터 (함박뫼로 127/연수동 535-3)
- 연수대명아파트 (함박뫼로 128/연수동 541)
- 배수지 (함박뫼로 160/연수동 580-2)
- 대학공원화장실 (함박뫼로 162/연수동 580)
- 가천대학교 메디컬캠퍼스 (함박뫼로 191/연수동 534-2)
- 노인복지회관 (함박뫼로 194/연수동 580)
- 인천중학교 (함박뫼로 203/연수동 534-4)
- 인천연일학교 (함박뫼로 208/연수동 580-1)
- 대한적십자사인천지사 (함박뫼로 220/연수동 581)
- 주공2차아파트 (함박뫼로 221/연수동 533-5)
- 인천우체국 (함박뫼로 226/연수동 581-1)
- 연일공원 (함박뫼로 231/연수동 533-1)
- 연수풍림1차아파트 (함박뫼로 250/연수동 582)
- 고려양행 (함박뫼로 293/남촌동 620-6)
- 화인산업 (함박뫼로 299/남촌동 620-5)
- 이노플렉스 (함박뫼로 338/논현동 431-2)
- 와이제이테크이노베이션 (함박뫼로 340/논현동 431-9)
- 오공 (함박뫼로 341/남촌동 621-8)
- 더봄주식회사 (함박뫼로 355/남촌동 624-6)
- 동북산업양행 (함박뫼로 373/남촌동 625-10)
- 신아비티 (함박뫼로 380/논현동 435)
- 남동시범공단 (함박뫼로 396/논현동 435-6)
- 우진정공 (함박뫼로 436-9/논현동 410)
- 인천논곡초등학교 (함박뫼로 429/논현동 563-5)
- 논현주공2단지아파트 상가 (함박뫼로 437/논현동 563-6)
- 인천금융고등학교 (함박뫼로 438-9/논현동 580-2)
- 논현주공2단지아파트 (함박뫼로 439/논현동 563-3)
- 논현엘에이치15단지 (함박뫼로 456/논현동 581-1)

## 철도 연계역
- 인천 도시철도 1호선 : 신연수역

## 같이 보기
- 함박로
- 함박안로